# Казанский, Константин Иванович
Константи́н Ива́нович Каза́нский (1858 — после 06.04.1934) — личный дворянин, статский советник, член Государственной думы III созыва, член Государственной думы IV созыва от Олонецкой губернии.

## Биография
Родился в семье священника. В 1879 году окончил Олонецкую духовную семинарию.
В 1884 году окончил Санкт-Петербургскую духовную академию со званием кандидат богословия.
В 1884—1890 — помощник смотрителя Каргопольского духовного училища.
В 1890—1907 — помощник смотрителя Петрозаводского духовного училища. Гласный Петрозаводской городской думы, член Олонецкого епархиального училищного совета.
В октябре 1907 года избран в Государственную думу Российской империи III созыва, входил в комиссии по вероисповедным вопросам, по делам православной церкви, по народному образованию.
В октябре 1912 года избран в Государственную думу Российской империи IV созыва, входил в комиссии по делам православной церкви, по народному образованию.
После Февральской революции 1917 года жил в Петрозаводске. Член приходского совета Екатерининской церкви, с 1922 года — член епархиального управления.

## Семья
Имел пятерых детей, овдовел в марте 1910 года.

## Сочинения
- О расколе в Троицком приходе Каргопольского уезда // «Олонецкие епархиальные ведомости», 1900, № 2, № 3